# Hermann von Valta
Hermann von Valta (* 27. August 1900 in München; † 27. November 1968 in Garmisch-Partenkirchen) war ein deutscher Bobfahrer und Landwirtschaftsdirektor.

## Karriere

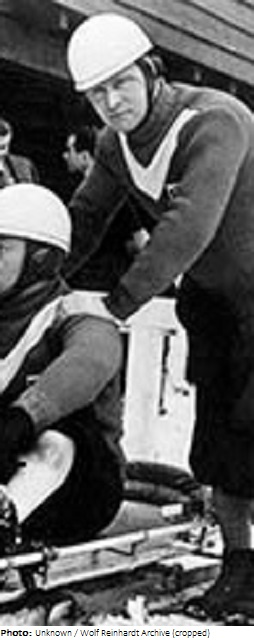
Valta als Anschieber

Von Valta studierte nach dem Ersten Weltkrieg in München und wurde dort 1921 in das Corps Bavaria rezipiert. Zum 30. März 1933 trat er der SA bei, in der er Scharführer war, und zum 1. Dezember desselben Jahres schloss er sich der NSDAP an (Mitgliedsnummer 3.288.286).
Hermann von Valta startete für den SC Riessersee. Bei der Bob-Weltmeisterschaft 1934 gewann er im Viererbob auf der Hausbahn von Pilot Hanns Kilian in Garmisch-Partenkirchen zusammen mit Fritz Schwarz, Sebastian Huber den Titel. Im Jahr darauf bei der Bob-Weltmeisterschaft 1935 in St. Moritz konnte der Titel verteidigt werden, wobei Alexander Gruber für Sebastian Huber im Bob saß. Bei den Olympischen Spielen 1936 in seiner Heimatstadt Garmisch-Partenkirchen war von Valta zusammen mit Kilian zwar in beiden Wettbewerben der bestplatzierte Deutsche, als Fünfter im Zweierbob und als Siebter im Viererbob verpasste er aber deutlich die Medaillenränge.
Hermann von Valta war nach seiner Karriere Leiter des Landwirtschaftsamtes in Augsburg und leitete dort auch die Landwirtschaftsschule, zuletzt als Landwirtschaftsdirektor.